# Šafařík (planetka)
(8336) Šafařík je asteroid vnějšího hlavního pásu planetek obíhající Slunce mezi drahami Marsu a Jupiteru, který byl objeven 27. září 1984 českým astronomem Antonínem Mrkosem na kleťské observatoři a předběžně označen jako 1984 SK1. Na návrh českých astronomů Miloše a Jany Tichých byl pojmenovaný po českém chemikovi a astronomovi Vojtěchu Šafaříkovi a jeho druhé ženě Paulině Šafaříkové. Nové jméno asteroidu (8336) Šafařík bylo poprvé zveřejněno 2. dubna 1999 v Minor Planet Circulars. Asteroid je řazen k široké skupině planetek označované jako 9106 MB-outer, s asteroidy spektrálního typu C s nízkým albedem (0,057).

## Oběžná dráha a fyzické vlastnosti
(8336) Šafařík je uhlíkatý asteroid třídy C, který oběhne Slunce ve vzdálenosti od 2,1435 do 4,0003 au jednou za 1 966,60 dní (více než 5,3 roky). Jeho oběžná dráha má excentricitu přibližně 0,3022 a inklinaci 6,0753° vůči ekliptice a za den se na ní průměrně posune o 0,1830°. Vyhodnocení snímků sond Akari, WISE a NEOWISE došlo k závěrům, že asteroid má průměr mezi 9,56 až 11,066 km. při albedu 0,091 až 0,122.

## Pozorování asteroidu
V roce 1984 byl asteroid pozorovaný už 27. srpna z observatoře Oak Ridge ve městě Harvard v Massachusetts, ve dnech 27., 29. a 30. září z kleťské observatoře a 26. října z Lowellovy observatoře v Arizoně, další jeho zaznamenané pozorování proběhlo až v roce 1995 z observatoře Nachi-Katsuura v Japonsku. To vedlo k několika předběžným označením asteroidu jako 1984 QB1, 1984 SK1, 1984 UT2 a 1995 UJ. Celkem byl asteroid pozorovaný více než 3,1 tisíc krát z 26 pozic, z toho 34 krát z observatoře v Kleti.